# Ofensiva de Quneitra (2017)
A Ofensiva de Quneitra (2017), denominada "Rota para Damasco", foi uma operação militar lançada pelo Exército Livre Sírio (ELS) e por Tahrir al-Sham (HTS) contra o Exército Árabe Sírio (EAS) na cidade de Madinat al-Baath, na província de Quneitra, durante a Guerra Civil Síria.

## Ofensiva
Os rebeldes organizaram-se na sala de operações "Exército de Mohammed", que incluía os jihadistas do Tahrir al-Sham bem como os combatentes Exército Livre Sírio, lançaram a ofensiva a 24 de junho, contra Madinat al-Baath, também conhecida como a cidade Baath. Segundo relatos, HTS era o grupo que liderava a ofensiva. Com o ataque a ocorrer, aviões da Força Aérea de Israel atacaram posições do Exército Árabe Sírio que estavam às portas da cidade, destruindo dois veículos militares segundo fontes do Exército Sírio. Israel afirmou que os ataques foram uma retaliação pelo fogo de artilharia errante que tinha caído nas Colinas de Golã, território controlado por Israel mas, reconhecido oficialmente como parte da Síria. Fontes israelitas que este fogo errante causou a destruição de dois tanques, com um deles a ser destruído quando estava preparada para abrir fogo. O jornalista israelita Ron Ben-Yishai relatou que o fogo errante foi notável por incluírem um número incomum de "10 morteiros e projécteis de tanques" a caírem numa área aberta do território controlado por Israel. Graças aos ataques israelitas, os rebeldes capturaram várias posições na cidade Baath.
No dia seguinte, as forças governamentais conseguiram recapturar todas as posições perdidas na cidade. Apesar disto, novos ataques das forças aéreas de Israel contra o Exército Sírio e atingiram duas posições de artilharia e um camião de munições. Os ataques causaram a morte de dois soldados sírios e, segundo Israel foram, novamente, em retaliação por fogo errante ter caído nas Colinas Golã. Após os ataques israelitas, o governo sírio afirmou que os rebeldes lançaram um novo ataque contra Baath, com fontes pró-oposição a relatarem que o ELS-HTS tinham conseguido quebrar a primeira linha de defesa das tropas governamentais na cidade.
Israel efectuou uma nova onda de ataques aéreos a 26 de junho. De acordo com fontes israelitas, um projéctil disparado da Síria caiu no território ocupado pelos israelitas enquanto o primeiro-ministro Benjamin Netanyahu visitava a zona, embora não tivesse causado danos. Fontes militares sírias afirmaram que os ataques israelitas atingiram o ponto de controlo em Mafrazeh Al-Jisr, matando dois soldados. Subsequentemente, de acordo com fontes militares sírias, os rebeldes tentaram atacar a colina de Tal Ahmar, embora sem sucesso. O Observatório Sírio dos Direitos Humanos (OSDH) relatou pelo menos a morte de quatro soldados sírios ou de forças aliadas fruto dos ataques israelitas.
28 de junho viu uma nova onda de ataques israelitas, a quarta em poucos dias, mas, desta vez acompanhada por ataques da Força Aérea Árabe Síria enquanto confrontos terrestres recomeçavam na região. Ao longo do dia, bombardeamentos ocorreram entre as tropas governamentais e rebeldes, e, no final, um poderoso contra-ataque governamental conseguiu recuperar todo o território perdido para os rebeldes nos dias anteriores. O Exército Sírio e aliados tentaram avançaram na direcção ocidental contra posições rebeldes, mas retiraram-se quando a Força Aérea Israelita atacou as suas posições. De acordo com Israel, o ataque foi novamente uma retaliação pelo fogo errante que caiu em território ocupado pelos israelitas - a 16.ª vez que fogo errante caiu em território ocupado por Israel numa semana - e que disparam contra a origem do disparo do fogo errante. Na manhã seguinte, os rebeldes atacaram a cidade Baath ao dispararem vários BGM-71 TOW numa tentativa de recomeçar a ofensiva.
No dia 1 de julho, o Exército Sírio, apoiado pelas Forças de Defesa Nacional, continuaram com o seu contra-ataque, relatando que tinham capturado as pedreiras a oeste da cidade Baath e, assim recapturando todo o território conquistado pelos rebeldes durante a ofensiva. Durante os combates, dois disparos de artilharia caíram no território ocupado de Golã, provocando novos ataques israelitas contra as forças governamentais sírias pela quinta vez, atacando uma posição de artilharia que, segundo Israel, seria a fonte dos disparos.
Um cessar-fogo unilateral de quatro dias foi anunciado pelo Exército Sírio com efeito entre o meio-dia de 2 de julho e a meia-noite de 6 de julho. Embora troca de fogo entre Israel e Síria tenha praticamente acabado, confrontos recomeçaram na cidade Baath a 3 de julho, com helicópteros israelitas a atacarem posições governamentais da Síria de acordo com fontes militares sírias.

## Consequências
A 8 de julho, o Exército Sírio relatou que, em conjunto com os seus aliados, capturou várias posições próximas de Al-Samdaniyah Al-Gharbiyah.
Como um percursor às conversações de paz em Astana, a 9 de julho, um cessar-fogo negociado entre os Estados Unidos, a Rússia e a Jordânia entrou em efeito. Além de pequenas violações de todas as partes envolvidas, incluindo fogo de metralhadora contra uma base irlandesa das Nações Unidas nas colinas Golã, o cessar-fogo manteve-se até meio de julho. A Frente do Sul boicotou as conversações de Astana.
A 14 de julho, de acordo com fontes pró-governo, grupos rebeldes, incluindo o ELS e HTS, que participaram na ofensiva de Quneitra rejeitaram o cessar-fogo e confrontos recomeçaram no sul da Síria.
Nos inícios de agosto, fontes rebeldes relataram que forças Russas estavam a substituir tropas sírias em Daraa e Quneitra, enquanto fontes pró-governo reportaram que a Polícia Militar Russa foi mobilizada para a região e que agora estavam estacionadas em posições partilhadas com o Exército Sírio e, que apenas a 4.ª Divisão abandonou a região. Todas as fontes (rebeldes e pró-governo) que os russos montaram uma nova base na região, criando de facto uma zona-tampão entre os territórios ocupados por Israel e o Exército Sírio e Hezbollah e que pretendiam manter o cessar-fogo.
Em 8 de setembro, combatentes do Tahrir al-Sham lançaram uma nova ofensiva em direcção à cidade de Hader, alegadamente bombardeamento com vários mísseis antes de lançaram uma ofensiva terrestre que resultou na captura de uma colina. Mais tarde, durante o dia, o Exército Sírio e aliados recuperaram a colina.
Apesar da trégua, bombardeamentos governamentais foram reportados pelo OSDH no final de setembro de 2017.
A meio de outubro de 2017, o Exército Sírio lançaram uma nova operação militar na região vizinha conhecido como Ghouta Ocidental, capturando a colina de Tal Bard'ayyah e assim segurando controlo de fogo sobre Beit Jinn, controlada por HTS. Os rebeldes conseguiram o território perdido dois dias mais tarde. Ao mesmo tempo, Israel efectuou vários ataques contra posições de artilharia do Exército Sírio por causa de fogo errante ter caído nas Colinas Golã.